# Gavriel Lipkind

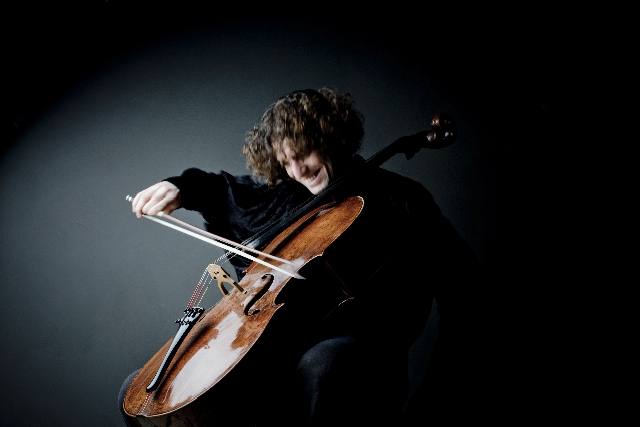
Lipkind im Jahr 2008

Gavriel Lipkind (* 5. August 1977 in Tel Aviv) ist ein israelischer Cellist. 

## Leben
Lipkind wurde als Kind russischer Auswanderer in Tel Aviv geboren. Er begann mit sechs Jahren Cello zu spielen und studierte an der Tel Aviv S. Rubin Academy, der Musikhochschule Frankfurt/Main und dem New England Conservatory of Music in Boston. 
Er arbeitete mit renommierten Orchestern wie dem Israel Philharmonic Orchestra, den Münchner Philharmonikern und dem Baltimore Symphony Orchestra sowie bekannten Musikern wie Yehudi Menuhin, Pinchas Zukerman und Gidon Kremer zusammen. 
Bisher erschienene Aufnahmen mit ihm sind die Suiten für Violoncello solo von Johann Sebastian Bach und Miniatures & Folklore (verschiedene Komponisten). Er ist außerdem Mitbegründer des Lipkind Quartets.
Lipkind nahm erfolgreich an diversen Musikwettbewerben teil, u. a. errang er den Nachwuchspreis beim 5. Rostropovich International Cello Competition in Paris und einen 4. Platz beim ARD Musikwettbewerb.
Lipkind spielt ein einzigartiges italienisches Cello, das Aloysius Michael Garani (Bologna) zugeschrieben wird und zwischen 1670 und 1680 gefertigt wurde. Es wurde als „Zihrhonheimer“ Cello bekannt.
Nach dem Studium in Frankfurt wohnte er lange Zeit in Bad Homburg vor der Höhe und erspielte sich in Kronberg im Taunus im Jahr 2000 einen dritten Preis beim Pablo-Casals-Wettbewerb. Nach Stationen in Miami, Boston und Tokio lebt Lipkind in Berlin am Prenzlauer Berg.